# 水の話
『水の話』（みずのはなし、Une histoire d'eau）は、フランソワ・トリュフォーとジャン＝リュック・ゴダールの共同監督による1958年製作のフランスの短編映画である。

## 概要
洪水に見舞われた町からなんとかパリへ行こうと奮闘する女の子の姿を描く。いわゆる傑作とは言い難いが、ヌーヴェルヴァーグを代表する監督として特に人気の高い2人による唯一の共同監督映画として貴重な作品である。しかも2人は後に袂を分かっている。
きっかけは、新聞にパリ郊外の洪水の写真が載ったこと。これを見たトリュフォーが「この洪水を利用して映画を撮るべきだ」と言うと、ゴダールが「それはいい。ぜひ撮るべきだ」と答えたという。即興的に撮ったものの、映画にはならないと諦めてトリュフォーが一日半で切り上げたものをゴダールが編集した。
1961年にパリで公開されたときは、ジャック・ドゥミ監督の『ローラ』と併映された。すでに『大人は判ってくれない』と『勝手にしやがれ』で2人ともヌーヴェルヴァーグの名とともに有名になっていたため、期待して見にいった観客からはブーイングの嵐だったという。日本では1994年に『水の話/プチ・シネマ・バザール』としてコーシャ・フィレンツ監督『詩人ヨーゼフ・アッティラの少年期』（1967、ハンガリー）、コンスタンチノス・カパカス監督『ストライプ』（ギリシャ）、ヤン・シュヴァンクマイエル監督『闇・光・闇』（1989、チェコ）、マーク・ハーマン監督『奇妙な隣人』（イギリス）と合わせて5編の短篇オムニバス映画として公開された。
サイレント期の映画監督マック・セネットに捧げられている。また、1954年に刊行されたポーリーヌ・レアージュことドミニク・オーリーの性愛文学『O嬢の物語 (Histoire d'O)』とタイトルの韻がおなじであるのは、ゴダール的いたずらである。

## キャスト
- 青年：ジャン＝クロード・ブリアリ
- 娘：カロリーヌ・ディム
- ナレーション：ジャン＝リュック・ゴダール

## 関連事項
- ジャン＝リュック・ゴダール監督作品一覧
- ヌーヴェルヴァーグ